# Johannes Streich
Pour les articles homonymes, voir Streich.
Johannes Streich (16 avril 1891 à Augustenburg - 20 août 1977 à Hambourg) est un Generalleutnant allemand qui a servi au sein de la Heer dans la Wehrmacht pendant la Seconde Guerre mondiale.
Il a été récipiendaire de la Croix de chevalier de la Croix de fer. Cette décoration est attribuée pour récompenser un acte d'une extrême bravoure sur le champ de bataille ou un commandement militaire avec succès.

## Biographie
Streich commence sa carrière militaire le 1er août 1911 en tant que porte-drapeau dans l'armée prussienne au sein du 2e régiment de chemin de fer royal prussien.

### Guerre du désert
Le 7 février 1941, Streich prend le commandement de la 5e division légère qui est en route pour la Libye. C'est la première division allemande déployée en Afrique du Nord au sein de l'Afrikakorps, et elle restera la seule division allemande sur le front jusqu'à l'arrivée de la 15e Panzerdivision en avril 1941. À la tête de cette division, Streich participe à la première offensive de l'Afrikakorps qui débute fin mars 1941. En deux semaines, les britanniques sont repoussés jusqu'à la frontière égyptienne, et la garnison australienne de Tobrouk est assiégée le 11 avril. Les premiers assauts des forces allemandes et italiennes sur la ville sont repoussés et Rommel rejette la faute sur Streich, qu'il juge trop prudent et pas suffisamment audacieux dans l'usage de ses troupes depuis le début de l'offensive. Streich est relevé de son commandement et retourne en Allemagne.

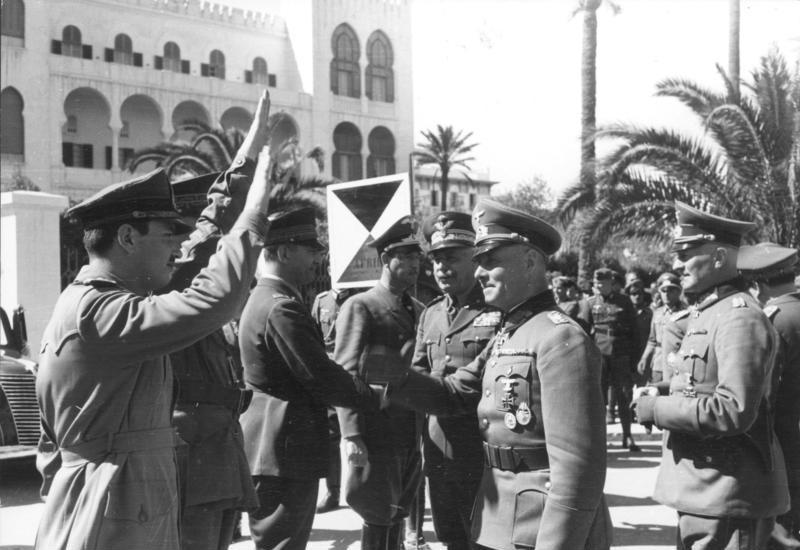
Streich et Rommel à Tripoli en février 1941, à l'arrivée des premières unités de l'Afrikakorps en Afrique du Nord.

Johannes Streich est capturé par les forces alliées de l'Ouest en 1945 et est libéré en 1948.

## Décorations
- Croix de fer (1914)
  - 2e Classe
  - 1re Classe
- Croix d'honneur
- Agrafe de la Croix de fer (1939)
  - 2e Classe
  - 1re Classe
- Insigne de combat des blindés
- Croix de chevalier de la Croix de fer
  - Croix de chevalier le 31 janvier 1941 en tant que Oberst et commandant du Panzer-Regiment 15[1]
- Médaille d'Argent de la valeur militaire (Italie) (Medaglia d'Argento al Valore Militare) (Juin 1941)